# Elecciones municipales de 2023 en El Prat de Llobregat
Las elecciones municipales de 2023 se celebraron en El Prat de Llobregat el domingo 28 de mayo, de acuerdo con el Real Decreto de convocatoria de elecciones locales en España dispuesto el 3 de abril de 2023 y publicado en el Boletín Oficial del Estado el día 4 de abril. Se eligieron los 25 concejales del pleno del Ayuntamiento del Prat de Llobregat, a través de un sistema proporcional (método d'Hondt), con listas cerradas y un umbral electoral del 5 %.

## Candidaturas
| Candidato                                    | Partido                                      | Partido                                      | Ideología | Escaños                                      |
| Partido con representación en el consistorio | Partido con representación en el consistorio | Partido con representación en el consistorio | Partido con representación en el consistorio                                                                               | Partido con representación en el consistorio |
| -------------------------------------------- | -------------------------------------------- | -------------------------------------------- | --- | -------------------------------------------- |
| Lluís Mijoler                                |                                              | EPCP-C                                       | Izquierda Ver listaSocialismo democrático Republicanismo Ecosocialismo                                                     | 12                                           |
| Juan Pedro Pérez                             |                                              | PSC                                          | Centroizquierda Ver listaCatalanismo Socioliberalismo Socialdemocracia Federalismo                                         | 7                                            |
| Jordi Ibern                                  |                                              | ERC                                          | Centroizquierda a izquierda Ver listaIndependentismo catalán Nacionalismo catalán Nacionalismo de izquierda Republicanismo | 3                                            |
| Jordi López                                  |                                              | Cs                                           | Centro a centroderecha Ver listaLiberalismo Liberalismo progresista Antinacionalismo Europeísmo                            | 3                                            |
| Partido sin representación en el consistorio |                                              |                                              | |                                              |
| Miguel Ángel Ochoa                           |                                              | PP                                           | Centroderecha a derecha Ver listaConservadurismo Democracia cristiana Monarquismo Nacionalismo español                     | 0                                            |
| Rafael Millán                                |                                              | Vox                                          | Derecha a extrema derecha Ver listaUltraconservadurismo Ultranacionalismo Antiinmigración Anti-LGBT                        | 0                                            |
| Gerard Valverde                              |                                              | JxCat                                        | Centroderecha a derecha Ver listaIndependentismo catalán Unilateralismo Populismo Democracia directa                       | 0                                            |

## Encuestas
| Encuestadora        | Fecha                      | Tamaño | Participación |         |        |       |       |       |       |       |       | Distancia |
| ------------------- | -------------------------- | ------ | ------------- | ------- | ------ | ----- | ----- | ----- | ----- | ----- | ----- | --------- |
| Encuestadora        | Fecha                      | Tamaño | Participación |         |        |       |       |       |       |       |       | Distancia |
| Barómetro Municipal | 8 - 21 de marzo de 2023    | ?      | -             | 27.0 13 | 14.0 7 | 7.0 3 | 2.0 0 | 1.0 0 | 1.0 0 | 5.0 2 | 2.0 0 | 13.0      |
| Barómetro Municipal | 24 - 30 de octubre de 2022 | ?      | -             | 22.6 16 | 8.5 5  | 4.9 2 | 3.4 2 | 1.3 0 | 0.1 0 | 0.9 0 | 1.6 0 | 14.1      |
| Barómetro Municipal | 17 - 20 de marzo de 2022   | ?      | -             | 20.9 14 | 10.3 7 | 3.0 2 | 3.9 2 | 0.4 0 | 1.8 0 | 0.9 0 | -     | 10.6      |
| Barómetro Municipal | 15 - 19 de junio de 2021   | ?      | -             | 16.8 11 | 10.4 7 | 7.7 5 | 3.4 2 | 1.4 0 | 1.2 0 | 0.3 0 | -     | 6.4       |

## Resultados

#### Generales
|  | 32,40 % |

|  | 22,15 % |

|  | 9,83 % |

|  | 8,03 % |

|  | 7,49 % |

|  | 7,38 % |

|  | 6,29 % |

#### Distritos
|  | EPC   | 1.143 | 32,34 % | 1.820 | 33,91 % | 2.477 | 31,28 % | 499 | 22,75 % | 2.288 | 35,85 % | 8.227 | 32,40 % |
|  | PSC   | 552   | 15,62 % | 1.111 | 20,70 % | 1.792 | 22,63 % | 703 | 32,06 % | 1.466 | 22,97 % | 5.624 | 22,15 % |
|  | ERC   | 528   | 14,94 % | 540   | 10,06 % | 777   | 9,81 %  | 121 | 5,52 %  | 530   | 8,30 %  | 2.496 | 9,83 %  |
|  | PP    | 248   | 7,02 %  | 447   | 8,33 %  | 619   | 7,82 %  | 224 | 10,21 % | 501   | 7,85 %  | 2.039 | 8,03 %  |
|  | JDP   | 167   | 4,73 %  | 337   | 6,28 %  | 709   | 8,95 %  | 237 | 10,81 % | 453   | 7,10 %  | 1.903 | 7,49 %  |
|  | VOX   | 196   | 5,55 %  | 394   | 7,34 %  | 629   | 7,94 %  | 223 | 10,17 % | 432   | 6,77 %  | 1.874 | 7,38 %  |
|  | JUNTS | 521   | 14,74 % | 371   | 6,91 %  | 400   | 5,05 %  | 49  | 2,23 %  | 256   | 4,01 %  | 1.597 | 6,29 %  |

## Concejales electos
Relación de concejales electos:
| N.º                                                | Nombre                           | Lista | Lista |
| -------------------------------------------------- | -------------------------------- | ----- | ----- |
| 1                                                  | Lluís Mijoler Martínez           |       | EPC-C |
| 2                                                  | Juan Pedro Pérez Castro          |       | PSC   |
| 3                                                  | Alba Bou Jordà                   |       | EPC-C |
| 4                                                  | Marisol Rojas Fernández          |       | PSC   |
| 5                                                  | Joaquim Bartolomé Capdevila      |       | EPC-C |
| 6                                                  | Jordi Ibern i Tortosa            |       | ERC   |
| 7                                                  | Anna Martín Cuello               |       | EPC-C |
| 8                                                  | Miguel Ángel Ochoa Oliva         |       | PP    |
| 9                                                  | Jorge Monteagudo González        |       | JDP   |
| 10                                                 | Juan Carlos Moreno Roig          |       | PSC   |
| 11                                                 | Rafael Millán Carracedo          |       | VOX   |
| 12                                                 | Esther García Fernández          |       | EPC-C |
| 13                                                 | Gerard Valverde i Polo           |       | JxC   |
| 14                                                 | Débora García Barrios            |       | PSC   |
| 15                                                 | David Vicioso Adrià              |       | EPC-C |
| 16                                                 | Ariadna Valezka Castillo Sánchez |       | ERC   |
| 17                                                 | Carmelo Declara Merino           |       | EPC-C |
| 18                                                 | Marina García Vargas             |       | PSC   |
| 19                                                 | María del Valle Alcaide Cárdenas |       | EPC-C |
| 20                                                 | Elisabeth Martínez García        |       | PP    |
| 21                                                 | Mario Cifuentes Jiménez          |       | JDP   |
| 22                                                 | Alejandro Herrera Muñoz          |       | PSC   |
| 23                                                 | Alejandro Cruz Rodríguez         |       | VOX   |
| 24                                                 | Rafael Duarte Molina             |       | EPC-C |
| 25                                                 | Mica Blázquez Puerto             |       | ERC   |
| Último escaño en juego a 10 votos de Mica Blázquez |                                  |       |       |
| -                                                  | María Francisca Barriga Chamorro |       | EPC-C |

## Acontecimientos posteriores
|  | 83,33 % |

|  | 16,67 % |

|  | 72 % |

|  | 28 % |

|  | 100 % |